# FK Baník Most 1909
FK Baník Most 1909 (celým názvem: Fotbalový klub Baník Most 1909) byl český fotbalový klub, který sídlil v Mostě v Ústeckém kraji. Založen byl v roce 1909 pod názvem Sportovní klub Most. Svůj poslední název nesl od roku 2013. V letech 2005–2008 působil v české nejvyšší fotbalové soutěži, kde největším úspěchem bylo desáté místo v premiérové sezóně. Po sestupu začal klub postupně upadat. Svoji dlouholetou existenci ukončil v roce 2016. Klubové barvy byly zelená, černá a bílá.
Své domácí zápasy hrával na Fotbalovém stadionu Josefa Masopusta, který byl v roce 2005 zrekonstruován z původní kapacity 20 000 (z toho 564 míst k sezení) na současných 7 500 míst k sezení.

## Historie

### Založení a období za komunistického režimu
19. května 1909 byl v hostinci na Teplické ulici založen klub SK Most. Klub neměl hřiště a základní kapitál tvořil 1,25 korun. S rostoucím zájmem o fotbal v Mostě se klub domluvil s místní vojenskou posádkou, že bude hrát své zápasy na bývalém vojenském cvičišti, kde hrál všechny svoje zápasy až do 1. světové války. Po ní byla činnost obnovena a v roce 1921 získal klub první pozemek pro hřiště, které bylo v krátké době vybudováno. Ve 30. letech bylo rozhodnuto o bytové výstavbě na pozemcích, kde bylo hřiště, a tak byl v roce 1938 otevřen nový stadión u silnice do Litvínova. Čestný výkop tehdy provedl František Plánička. Před 2. světovou válkou byly největšími rivaly německé kluby DSK Brüx a Schwalbe Brüx.
Během války byl český klub zrušen a místo něj byl zřízen nevěstinec "U mostecké mamy". Po krachu nevěstince byl v roce 1945 český klub SK Most obnoven a začal hrát na hřišti po bývalém německém DSK Brüx. V roce 1948 byl klub přejmenován na ZSJ Uhlomost Most a o rok později postoupil do divize. V roce 1950 ji vyhrál, ale postup do 2. ligy nenásledoval, protože byly všechny soutěže mezi krajskými přebory a první ligou zrušeny. V následujících letech se klub pohyboval mezi dalšími reorganizacemi vzniklými a zase rušenými 2. ligou a divizí. V roce 1953 se klub přejmenoval na DSO Baník Most.
24. května 1961 byl před jedenáctitisícovou návštěvou slavnostně otevřen nový stadion utkáním s Liverpoolem, které skončilo 1:4. V témže roce se klub přejmenoval na TJ Baník Most, další rok Most postoupil zpátky do 2. ligy, kde v roce 1965 obsadil 3. místo. V roce 1969 kvůli reorganizaci soutěží v souvislosti s federálním uspořádáním státu sestoupil do 3. ligy, kde vydržel do roku 1977, kdy po zrušení 2. ligy sestoupil do divize, což byla také třetí nejvyšší soutěž. V roce 1979 se klub přejmenoval na TJ Baník SHD Most.

### Novodobá historie a nejvyšší soutěž
V roce 1996 vstoupila do klubu Mostecká uhelná společnost, ten se stal akciovou společností a přejmenoval se na FC MUS Most. V následujícím roce postoupil do 2. ligy. V roce 2003 se stala majoritním vlastníkem společnosti italská plynárenská společnosti SIAD a klub se přejmenovala na FK SIAD Most. O dva roky později Most postoupil do 1. ligy.
Premiérová sezóna Mostu v Gambrinus lize byla trochu „divoká“ – týmu se povedl vstup, v úvodním zápase porazil rivala z nedalekých Teplic, následně na Letné potrápil slavnou Spartu, ale v polovině podzimu na mužstvo padla krize. V zimě se FK SIAD krčil na poslední příčce tabulky. Proto tým po Přemyslu Bičovském převzal trenér Zdeněk Ščasný, který zároveň přivítal několik posil. Pod vedením zkušeného a uznávaného kouče se Mosteckým nakonec podařilo ligu zachránit, když obsadili 10. místo. Přes pokračující investice do kádru mužstva hrál Baník úvodní sezóny v nejvyšší soutěži s ostřílenými mazáky a bývalými českými reprezentanty typu Horst Siegl, Jiří Novotný, Patrik Gedeon, Petr Johana nebo Martin Vaniak, kteří však v Mostě zůstali daleko za očekáváním a nedokázali navázat na zlatou druholigovou éru, když jejich maximem bylo jen 10. místo v premiérové sezóně nejvyšší české ligy.
V sezóně 2006/07 se klub umístil na 12. místě a vytouženou účast v pohárové Evropě nevybojoval. Během letní přestávky došlo ke změně filozofie vedení klubu a razantnímu snížení rozpočtu. Následovaly změny v kádru a v sezóně 2007/08, kterou Baník začínal s více než polovinou cizinců na soupisce, se umístil na posledním 16. místě Gambrinus ligy a sestoupil do 2. ligy.
V nejvyšší české soutěži Baník odehrál 90 zápasů, 19 jich vyhrál, ve 30 remizoval a v 41 prohrál, když celkem získal 87 bodů, vsítil 96 branek a 140 jich obdržel.

### Úpadek klubu a zánik
V roce 2011 podal dosavadní minoritní akcionář klubu město Most trestní oznámení na tehdejšího předsedu představenstva Ing. Kabíčka kvůli údajnému špatnému hospodaření klubu a podivným finančním machinacím a v roce 2012 byl odvolán valnou hromadou z představenstva klubu. Od konce roku 2012 klub řídil krizový management najatý společností SIAD až do jeho hospodářské stabilizace a nalezení zájemce o jeho převod, který by garantoval zachování existence klubu. Následně, v polovině roku roce 2013, společnost SIAD jako dosavadní majitel zdarma převedla soutěžní licence a klub oproštěný od veškerých závazků z minulosti na nový subjekt FK Baník Most 1909, a.s., jehož jediným akcionářem byl místní podnikatel Radek Stehlík, který klub od sezóny 2013/14 vedl se svým bratrem. Veřejným cílem nového majitele byl v blízké budoucnosti návrat z FNL do nejvyšší soutěže. V sezóně 2014/15 se klub však umístil až na 15. místě FNL a sestoupil do ČFL. Po sezóně 2015/16, kdy klub sestoupil i z ČFL, převedl veškeré hráče i soutěže na klub Mostecký FK. Do dalšího ročníku tak klub nepřihlásil ani jednu soutěž, čímž prakticky zanikl.
Novým majitelům se nepodařilo stabilizovat kádr mužstva, když se během tří následujících sezón vystřídaly v klubu desítky hráčů, několik trenérů a dalších zaměstnanců. Bratři Stehlíkové v klubu přivítali také mosteckým fanouškům známé hráče na sklonku fotbalové kariéry, např. Tomáše Řepku, Petra Johanu, Aleše Pikla nebo Patrika Gedeona. Nikdo z nich ale nezůstal v klubu déle než několik měsíců. Svůj konec v Mostě glosoval Tomáš Řepka ve své knize následovně: "Strašně mě to zklamalo. Uvědomil jsem si, že jsem zase někomu naletěl, tentokrát bratrům Stehlíkům, který mi představili nějakou vizi a už dávno věděli, že to bude úplně jinak...".

## Fotbalový stadion Josefa Masopusta
10. května 2009 došlo k přejmenování letního mosteckého fotbalového stadionu po jeho nejslavnějším hráči a fotbalové legendě světového formátu Josefu Masopustovi, který se jako první Čech stal v roce 1962 nejlepší fotbalistou Evropy a byl na slavnostním přejmenování stadionu osobně přítomen. Masopust se narodil ve Střimicích, dnes už zaniklé obci v okrese Most, kde odstartoval svou bohatou kariéru. Za Most hrál Masopust v letech 1945 až 1950, poté odešel do Teplic. Josef Masopust byl v roce 1962 vyhlášen evropským fotbalistou roku, ve stejném roce obdržel i Zlatý míč, tedy prestižní ocenění, které uděluje francouzský sportovní magazín France Football. ČMFS ho vyhlásil nejlepším českým fotbalistou posledních 50 let. Bývalý záložník na sebe upozornil především v dresu Dukly Praha a národního týmu.

## Slavní soupeři
Kromě již zmíněného Liverpoolu se na mosteckém hřišti představila celá plejáda dalších slavných klubů. Jmenujme například Sturm Graz, Derby County, Blackburn Rovers, AIK Stockholm či reprezentační výběr Kamerunu. V přípravě na premiérový ročník v Gambrinus lize to byl například řecký klub Škoda Xanthi FC, účastník evropských pohárových soutěží.

## Historické názvy
Zdroj:
- 1909 – SK Most (Sportovní klub Most)
- 1948 – ZSJ Uhlomost Most (Základní sportovní jednota Uhlomost Most)
- 1953 – DSO Baník Most (Dobrovolná sportovní organizace Baník Most)
- 1961 – TJ Baník Most (Tělovýchovná jednota Baník Most)
- 1979 – TJ Baník SHD Most (Tělovýchovná jednota Baník Severočeské hnědouhelné doly Most)
- 1993 – FK Baník SHD Most (Fotbalový klub Baník Severočeské hnědouhelné doly Most)
- 1995 – FC MUS Most 1996 (Football Club Mostecká uhelná společnost Most 1996, a.s.)
- 2003 – FK SIAD Most (Fotbalový klub SIAD Most, a.s.)
- 2008 – FK Baník Most (Fotbalový klub Baník Most, a.s.)
- 2013 – FK Baník Most 1909 (Fotbalový klub Baník Most 1909, a.s.)
- 2016 – zánik

## Úspěchy A–týmu
| Menší úspěchy                                        |
| - Perleťový pohár (1× vítěz) - – TJ Baník Most: 1972 |

## Umístění v jednotlivých sezonách
Stručný přehled
Zdroj:
- 1959–1961: 2. liga – sk. A
- 1962–1969: 2. liga – sk. A
- 1969–1972: 3. liga – sk. A
- 1972–1973: 2. liga
- 1973–1977: 3. liga – sk. A
- 1977–1981: Divize B
- 1981–1991: 2. ČNFL – sk. A
- 1991–1997: Česká fotbalová liga
- 1997–2005: 2. liga
- 2005–2008: 1. liga
- 2008–2012: 2. liga
- 2012–2015: Fotbalová národní liga
- 2015–2016: Česká fotbalová liga

Jednotlivé ročníky
Zdroj:
Legenda: Z - zápasy, V - výhry, R - remízy, P - porážky, VG - vstřelené góly, OG - obdržené góly, +/- - rozdíl skóre, B - body, červené podbarvení - sestup, zelené podbarvení - postup, fialové podbarvení - reorganizace, změna skupiny či soutěže
| Československo (1959 – 1993) |                        |        |    |    |       |    |    |    |     |    |        |
| Sezóny                       | Liga                   | Úroveň | Z  | V  | R     | P  | VG | OG | +/- | B  | Pozice |
| 1959/60                      | 2. liga – sk. A        | 2      | 26 | 8  | 7     | 11 | 49 | 54 | -5  | 23 | 10.    |
| 1960/61                      | 2. liga – sk. A        | 2      | 22 | 8  | 3     | 11 | 43 | 44 | -1  | 19 | 9.     |
| ...                          |                        |        |    |    |       |    |    |    |     |    |        |
| 1962/63                      | 2. liga – sk. A        | 2      | 26 | 10 | 6     | 10 | 43 | 47 | -4  | 26 | 7.     |
| 1963/64                      | 2. liga – sk. A        | 2      | 26 | 11 | 7     | 8  | 42 | 41 | +1  | 29 | 7.     |
| 1964/65                      | 2. liga – sk. A        | 2      | 26 | 12 | 5     | 9  | 53 | 35 | +18 | 29 | 3.     |
| 1965/66                      | 2. liga – sk. A        | 2      | 26 | 5  | 9     | 12 | 30 | 44 | -14 | 19 | 12.    |
| 1966/67                      | 2. liga – sk. A        | 2      | 26 | 11 | 3     | 12 | 36 | 27 | +9  | 25 | 7.     |
| 1967/68                      | 2. liga – sk. A        | 2      | 26 | 9  | 9     | 8  | 33 | 24 | +9  | 27 | 8.     |
| 1968/69                      | 2. liga – sk. A        | 2      | 26 | 11 | 3     | 12 | 31 | 34 | -3  | 25 | 10.    |
| 1969/70                      | 3. liga – sk. A        | 3      | 30 | 16 | 3     | 11 | 46 | 36 | +10 | 35 | 4.     |
| 1970/71                      | 3. liga – sk. A        | 3      | 30 | 20 | 5     | 5  | 55 | 23 | +32 | 45 | 3.     |
| 1971/72                      | 3. liga – sk. A        | 3      | 30 | 19 | 9     | 2  | 51 | 28 | +23 | 47 | 1.     |
| 1972/73                      | 2. liga                | 2      | 30 | 7  | 3     | 20 | 22 | 73 | -51 | 17 | 16.    |
| 1973/74                      | 3. liga – sk. A        | 3      | 30 | 12 | 7     | 11 | 38 | 36 | +2  | 31 | 8.     |
| 1974/75                      | 3. liga – sk. A        | 3      | 30 | 13 | 7     | 10 | 38 | 32 | +6  | 33 | 6.     |
| 1975/76                      | 3. liga – sk. A        | 3      | 30 | 13 | 4     | 13 | 30 | 39 | -9  | 30 | 8.     |
| 1976/77                      | 3. liga – sk. A        | 3      | 30 | 6  | 8     | 16 | 34 | 51 | -17 | 20 | 14.    |
| 1977/78                      | Divize B               | 3      | 30 | 13 | 4     | 13 | 44 | 44 | 0   | 30 | 8.     |
| 1978/79                      | Divize B               | 3      | 30 | 11 | 7     | 12 | 39 | 37 | +2  | 29 | 9.     |
| 1979/80                      | Divize B               | 3      | 30 | 16 | 9     | 5  | 45 | 21 | +24 | 41 | 2.     |
| 1980/81                      | Divize B               | 3      | 30 | 18 | 7     | 5  | 53 | 22 | +31 | 43 | 3.     |
| 1981/82                      | 2. ČNFL – sk. A        | 3      | 30 | 16 | 4     | 10 | 55 | 45 | +10 | 36 | 4.     |
| 1982/83                      | 2. ČNFL – sk. A        | 3      | 30 | 12 | 5     | 13 | 49 | 47 | +2  | 29 | 8.     |
| 1983/84                      | 2. ČNFL – sk. A        | 3      | 30 | 15 | 4     | 11 | 43 | 38 | +5  | 34 | 5.     |
| 1984/85                      | 2. ČNFL – sk. A        | 3      | 30 | 11 | 8     | 11 | 34 | 32 | +2  | 30 | 9.     |
| 1985/86                      | 2. ČNFL – sk. A        | 3      | 30 | 9  | 11    | 10 | 40 | 42 | -2  | 30 | 9.     |
| 1986/87                      | 2. ČNFL – sk. A        | 3      | 30 | 12 | 5     | 13 | 43 | 49 | -6  | 34 | 7.     |
| 1987/88                      | 2. ČNFL – sk. A        | 3      | 30 | 12 | 6     | 12 | 44 | 45 | -1  | 30 | 10.    |
| 1988/89                      | 2. ČNFL – sk. A        | 3      | 30 | 14 | 7     | 9  | 49 | 34 | +15 | 35 | 4.     |
| 1989/90                      | 2. ČNFL – sk. A        | 3      | 28 | 10 | 6     | 12 | 45 | 39 | +6  | 26 | 10.    |
| 1990/91                      | 2. ČNFL – sk. A        | 3      | 30 | 15 | 5     | 10 | 47 | 35 | +12 | 35 | 5.     |
| 1991/92                      | Česká fotbalová liga   | 3      | 34 | 13 | 11    | 10 | 50 | 47 | +3  | 37 | 9.     |
| 1992/93                      | Česká fotbalová liga   | 3      | 34 | 15 | 10    | 9  | 48 | 44 | +4  | 40 | 5.     |
| Česko (1993 – 2016)          |                        |        |    |    |       |    |    |    |     |    |        |
| Sezóny                       | Liga                   | Úroveň | Z  | V  | R     | P  | VG | OG | +/- | B  | Pozice |
| 1993/94                      | Česká fotbalová liga   | 3      | 34 | 14 | 9     | 11 | 52 | 45 | +7  | 37 | 5.     |
| 1994/95                      | Česká fotbalová liga   | 3      | 34 | 15 | 9     | 10 | 56 | 40 | +16 | 54 | 6.     |
| 1995/96                      | Česká fotbalová liga   | 3      | 34 | 15 | 9     | 10 | 53 | 42 | +11 | 54 | 6.     |
| 1996/97                      | Česká fotbalová liga   | 3      | 34 | 18 | 11    | 5  | 60 | 30 | +30 | 65 | 2.     |
| 1997/98                      | 2. liga                | 2      | 28 | 12 | 7     | 9  | 36 | 30 | +6  | 43 | 6.     |
| 1998/99                      | 2. liga                | 2      | 30 | 16 | 8     | 6  | 47 | 31 | +16 | 56 | 4.     |
| 1999/00                      | 2. liga                | 2      | 30 | 10 | 15    | 5  | 43 | 32 | +11 | 45 | 4.     |
| 2000/01                      | 2. liga                | 2      | 30 | 9  | 11    | 10 | 27 | 27 | 0   | 38 | 8.     |
| 2001/02                      | 2. liga                | 2      | 30 | 9  | 9     | 12 | 36 | 37 | -1  | 36 | 11.    |
| 2002/03                      | 2. liga                | 2      | 30 | 12 | 11    | 7  | 36 | 23 | +13 | 47 | 4.     |
| 2003/04                      | 2. liga                | 2      | 30 | 11 | 5     | 14 | 33 | 34 | -1  | 38 | 9.     |
| 2004/05                      | 2. liga                | 2      | 29 | 17 | 11    | 1  | 58 | 30 | +28 | 61 | 1.     |
| 2005/06                      | Gambrinus liga         | 1      | 30 | 10 | 6     | 14 | 34 | 41 | -7  | 36 | 10.    |
| 2006/07                      | Gambrinus liga         | 1      | 30 | 5  | 16    | 9  | 31 | 41 | -10 | 31 | 12.    |
| 2007/08                      | Gambrinus liga         | 1      | 30 | 4  | 8     | 18 | 31 | 58 | -27 | 20 | 16.    |
| 2008/09                      | 2. liga                | 2      | 30 | 10 | 7     | 13 | 30 | 43 | -13 | 37 | 12.    |
| 2009/10                      | 2. liga                | 2      | 30 | 8  | 12    | 10 | 35 | 38 | -3  | 36 | 11.    |
| 2010/11                      | 2. liga                | 2      | 30 | 10 | 7     | 13 | 35 | 46 | -11 | 37 | 12.    |
| 2011/12                      | 2. liga                | 2      | 30 | 11 | 5     | 14 | 31 | 44 | -13 | 38 | 9.     |
| 2012/13                      | Fotbalová národní liga | 2      | 30 | 8  | 7     | 15 | 33 | 48 | -15 | 31 | 13.    |
| 2013/14                      | Fotbalová národní liga | 2      | 30 | 10 | 7     | 13 | 34 | 46 | -12 | 37 | 12.    |
| 2014/15                      | Fotbalová národní liga | 2      | 30 | 5  | 6     | 19 | 25 | 51 | -26 | 21 | 15.    |
| 2015/16                      | Česká fotbalová liga   | 3      | 36 | 5  | 2 / 5 | 24 | 28 | 81 | -53 | 18 | 18.    |

Poznámka:
- 2015/16: Od sezony 2014/15 se v ČFL hraje tímto způsobem: Pokud zápas skončí nerozhodně, kope se penaltový rozstřel. Jeho vítěz bere 2 body, poražený pak jeden bod. Za výhru po 90 minutách jsou 3 body, za prohru po 90 minutách není žádný bod.
- 2015/16: Klubu bylo z rozhodnutí svazu odečteno 6 bodů (neuhrazené dluhy).

## Slavní hráči
- Josef Masopust
- Horst Siegl
- Jiří Štajner
- Jiří Novotný
- Martin Vaniak
- Goce Toleski

## FK Baník Most „B“
FK Baník Most „B“ byl rezervní tým mosteckého Baníku. Největšího úspěchu dosáhl klub v sezóně 2004/05, kdy se v ČFL (3. nejvyšší soutěž) umístil na 17. místě. Rezervní tým zanikl v roce 2011.

### Umístění v jednotlivých sezonách
Stručný přehled
Zdroj:
- 2002–2003: Přebor Ústeckého kraje
- 2003–2004: Divize B
- 2004–2005: Česká fotbalová liga
- 2005–2011: Divize B

Jednotlivé ročníky
Zdroj:
Legenda: Z - zápasy, V - výhry, R - remízy, P - porážky, VG - vstřelené góly, OG - obdržené góly, +/- - rozdíl skóre, B - body, červené podbarvení - sestup, zelené podbarvení - postup, fialové podbarvení - reorganizace, změna skupiny či soutěže
| Česko (2002 – 2011) |                        |        |     |     |     |     |     |     |     |     |        |
| Sezóny              | Liga                   | Úroveň | Z   | V   | R   | P   | VG  | OG  | +/- | B   | Pozice |
| 2002/03             | Přebor Ústeckého kraje | 5      | ... | ... | ... | ... | ... | ... | ... | ... |        |
| 2003/04             | Divize B               | 4      | 30  | 23  | 5   | 2   | 71  | 24  | +47 | 74  | 1.     |
| 2004/05             | Česká fotbalová liga   | 3      | 32  | 10  | 7   | 15  | 45  | 54  | -9  | 37  | 17.    |
| 2005/06             | Divize B               | 4      | 30  | 10  | 6   | 14  | 41  | 52  | -11 | 36  | 13.    |
| 2006/07             | Divize B               | 4      | 30  | 10  | 6   | 14  | 38  | 53  | -15 | 36  | 13.    |
| 2007/08             | Divize B               | 4      | 30  | 13  | 5   | 12  | 56  | 60  | -4  | 44  | 8.     |
| 2008/09             | Divize B               | 4      | 30  | 11  | 5   | 14  | 49  | 44  | +5  | 38  | 10.    |
| 2009/10             | Divize B               | 4      | 30  | 11  | 3   | 16  | 34  | 52  | -18 | 36  | 13.    |
| 2010/11             | Divize B               | 4      | 30  | 11  | 3   | 16  | 47  | 61  | -14 | 36  | 12.    |